# フアン・ルイス・ゴメス・ロペス
フアンル(Juanlu)ことフアン・ルイス・ゴメス・ロペス（Juan Luis Gómez López, 1980年5月8日 - ）は、スペイン・マラガ出身の元サッカー選手。現役時代のポジションはミッドフィールダー（左サイドハーフ）。

## 経歴

### 初期の経歴
アンダルシア州・マラガに生まれ、アマチュアのCDマルモル・マカエルでプレーしていたが、2002年にセグンダ・ディビシオン（2部）のUDアルメリアに移籍した。2002-03シーズンはレギュラーとして出場したが、2003-04シーズン前半戦はフル出場が1試合もなく、7試合に出場するのみであった。2003-04シーズン後半戦はセグンダ・ディビシオンB（3部）のアリカンテCFにレンタル移籍した。2004年夏にCDヌマンシアに移籍し、2004-05シーズンにプリメーラ・ディビシオン（1部）デビューした。シーズン開幕戦のレアル・ベティス戦(1-1)でトップリーグ初得点を挙げ、シーズンを通じて27試合出場2得点の成績を残した。

### レアル・ベティス
CDヌマンシアがセグンダ・ディビシオンに降格したため、2005年夏、レアル・ベティスに移籍した。2005-06シーズン後半戦はアルバセテ・バロンピエにレンタル移籍し、2006-07シーズンはUEFAチャンピオンズリーグ予選出場権を持つCAオサスナにレンタル移籍した。同大会はグループリーグに出場することなく敗退したが、代わりに出場したUEFAカップでは準々決勝のバイヤー・レバークーゼン戦セカンドレグ(1-0)で決勝点を挙げるなど、6試合に出場して2得点を挙げた。
2007年7月、セグンダ・ディビシオンのコルドバCFにレンタル移籍した。2007-08シーズンは5得点を挙げ、クラブをセグンダ・ディビシオンB降格から救った。2008年7月にレアル・ベティスに復帰したが、戦力外通告を受け、2008-09シーズンはどのクラブにも登録せずにレアル・ベティスで練習を続けた。

### レバンテUD
2009年7月28日、レバンテUDと1年契約を結んだ。2009-10シーズンはキャリア最高の活躍を見せ、プロとして初めて二桁得点を達成してプリメーラ・ディビシオン昇格に貢献した。2010-11シーズンは28試合に出場して3得点を挙げ、チームはプリメーラ・ディビシオンに残留した。2011年10月2日のレアル・ベティス戦(1-0)では前半33分に決勝点を挙げ、クラブ初の首位（タイ）に立った。10月23日のビジャレアルCF戦(3-0)では2得点を挙げ、序盤戦ながらリーグ戦の単独首位に立った。